# A Fistful of Peril
Albums de Czarface (Inspectah Deck & 7L & Esoteric)
Every Hero Needs a Villain
(2015) First Weapon Drawn
(2017)
A Fistful of Peril est le troisième album studio de Czarface (duo formé par Inspectah Deck et 7L & Esoteric), sorti le 4 novembre 2016.
L'album s'est classé 8e au Top Heatseekers, 14e au Top Rap Albums, 21e au Top R&B/Hip-Hop Albums et 28e au Top Independent Albums.

## Liste des titres
| No  | Titre                                      | Auteur                                                                     | Durée |
| --- | ------------------------------------------ | -------------------------------------------------------------------------- | ----- |
| 1.  | Electric Level 1                           | Seamus Ryan, George Andrinopoulos, Jason Hunter, Todd Spadafore            | 0:54  |
| 2.  | Two in the Chest                           | S. Ryan, G. Andrinopoulos, J. Hunter, T. Spadafore                         | 2:37  |
| 3.  | Czar Wars                                  | G. Andrinopoulos, J. Hunter, S.Ryan, T. Spadafore                          | 2:44  |
| 4.  | Dust (featuring Psycho Les)                | G. Andrinopoulos, J. Hunter, Lester Fernandez, S.Ryan, T. Spadafore        | 3:02  |
| 5.  | Revenge on Lizard City                     | G. Andrinopoulos, J. Hunter, S.Ryan, T. Spadafore                          | 2:22  |
| 6.  | Machine, Man, & Monster (featuring Conway) | Demond Price, G. Andrinopoulos, J. Hunter, S.Ryan, T. Spadafore            | 3:51  |
| 7.  | Dare Iz a Darkseid                         | G. Andrinopoulos, J. Hunter, S.Ryan, T. Spadafore                          | 3:20  |
| 8.  | Tarantulas (featuring Blacastan)           | Ira Osu, G. Andrinopoulos, J. Hunter, S.Ryan, T. Spadafore                 | 2:36  |
| 9.  | Sabers (featuring Jesus Chrysler)          | G. Andrinopoulos, J. Hunter, S .Ryan, T. Spadafore                         | 3:00  |
| 10. | Steranko (featuring Meyhem Lauren)         | G. Andrinopoulos, J. Hunter, Meyhem Lauren, Rast RFC, S.Ryan, T. Spadafore | 3:48  |
| 11. | Talk That Talk                             | G. Andrinopoulos, J. Hunter, S .Ryan, T. Spadafore                         | 3:31  |
| 12. | All in Together Now                        | G. Andrinopoulos, J. Hunter, S .Ryan, T. Spadafore                         | 2:54  |
| 13. | Level Electric 1                           | G. Andrinopoulos, J. Hunter, S .Ryan, T. Spadafore                         | 0:59  |